# 时雍门
时雍门，俗称小东门，是合肥城门之一，位于今长江中路与环城公园东路交口附近。城门名取“时序雍和，四季平安”之意。《嘉庆合肥县志》载其“楼三楹，月城顶有石台。”长江路下穿胜利路的下穿桥即以时雍门命名为时雍门桥。